# ティム・マグロウ
ティム・マグロウ（Tim McGraw、1967年5月1日 - ）は、アメリカ合衆国の歌手、俳優。1996年よりカントリー歌手のフェイス・ヒルと結婚しており、父親のタグ・マグロウは野球選手であった。
これまでカーブ・レコードから11枚、ビッグ・マシン・レコードから2枚の計13枚のアルバムを発表している。うち10枚は『ビルボード』誌のカントリー・アルバム・チャートで第1位を獲得し、1994年の『Not a Moment Too Soon 』はその年の年間カントリー・アルバム・チャートの第1位を獲得した。これらのアルバムから50枚がシングルカットされ、うち25枚はカントリーのチャートで第1位を獲得した。1997年『It's Your Love 』、1998年『Just to See You Smile 』、2004年『Live Like You Were Dying 』のシングル3曲は年間カントリー・チャートの第1位となった。これまでグラミー賞3回、ACMアワード14回、CMAアワード11回、アメリカン・ミュージック・アワード10回、ピープルズ・チョイス・アワード3回受賞している。フェイス・ヒルとのツアー『Soul2Soul II Tour 』はカントリー史上最高の興行収入を記録し、音楽業界全体でもトップ5に入る。
俳優業にも挑戦し、サンドラ・ブロック主演『しあわせの隠れ場所』、『プライド 栄光への絆』、『キングダム/見えざる敵』、ヴィンス・ヴォーンおよびリース・ウィザースプーン主演『フォー・クリスマス』で助演し、『マイ・フレンド・フリッカ』(2006年)、『カントリー・ストロング』(2010年)で主演した。また彼はアリーナフットボールリーグのナッシュビル・キャッツのオーナーの1人である。テイラー・スウィフトのデビュー曲『ティム・マグロウ』は彼と、彼の曲『Can't Tell Me Nothin' 』について歌っている。
祖父がイタリア系であることから、2004年、全米イタリア系アメリカ人協会(NIAF)から第29回記念ガラにてNIAF特別功労賞を受賞した。

## 生い立ち
ルイジアナ州デリにてニューヨーク・メッツとフィラデルフィア・フィリーズで活躍したピッチャーのフランク・エドウィン・マグロウ・ジュニア(タグ・マグロウ)とウエイトレスのエリザベス・アン・ディアゴスティーノ(ベティ)のもとに一人息子サミュエル・ティモシー・マグロウとして生まれた。マグロウは父方はスコットランド系アイルランド人、イギリス系、スコットランド系、フランス系、オランダ系、チェコ系、ドイツ系、母方はイタリア系、アイルランド系の流れを汲んでいる。1966年、タグはフロリダ州ジャクソンビルのジャクソンビル・サンズに所属し、テリー・パーカー高等学校に通学していたベティの住むアパートの上階に住んでいた。2人は交際するようになり、ベティは妊娠し、彼女の両親はルイジアナ州の親戚のもとで生活および出産のために彼女を送り込んだ。

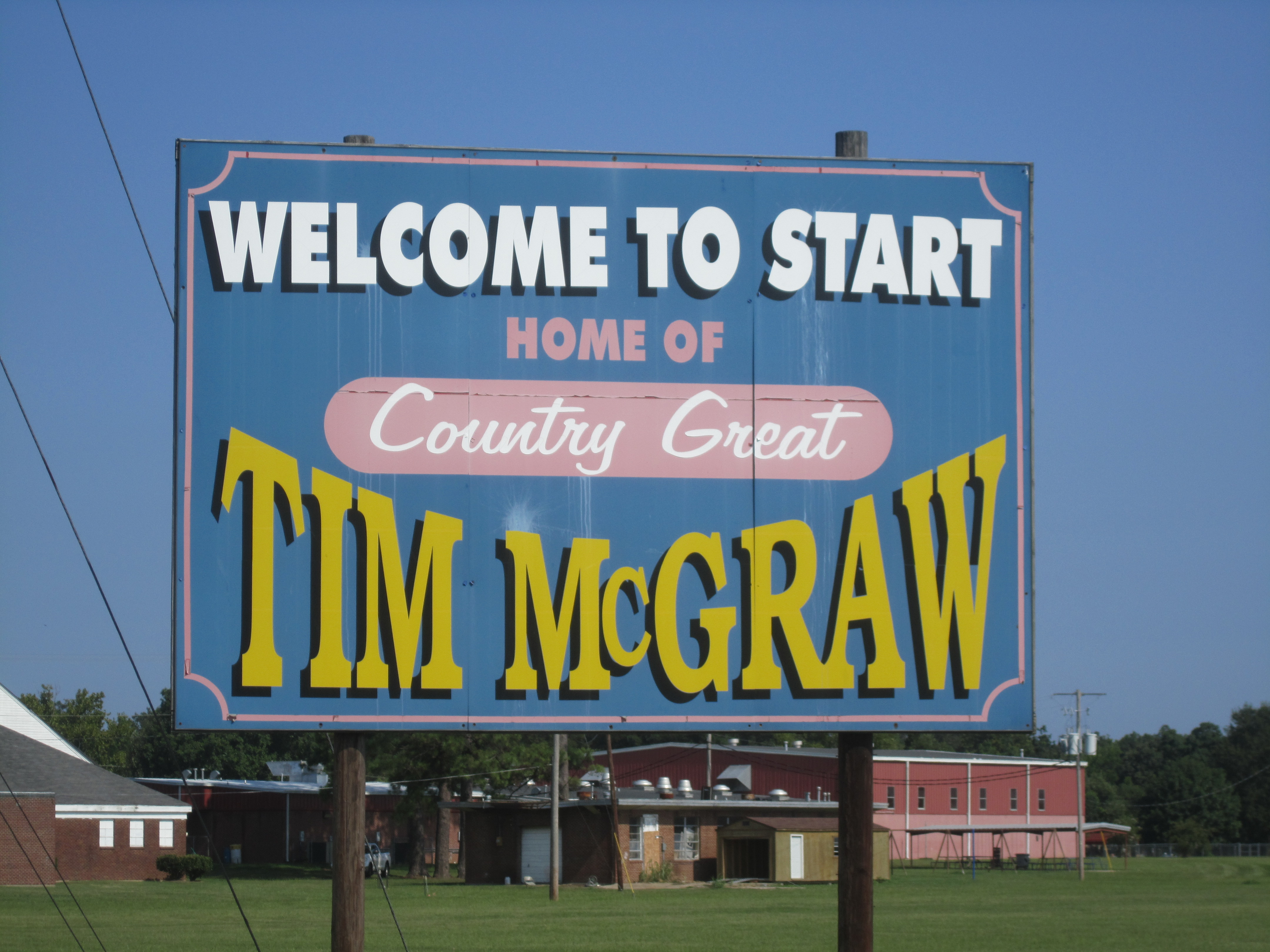
ルイジアナ州スタートにある、マグロウがここに住んでいたことがあるという看板

マグロウはルイジアナ州スタートの母親のもとで育ち、モンロー東のリッチランド郡にも住んだことがあり、マグロウは継父のホレイス・スミスが実の父親だと思っていた。母親がスミスと結婚し、実の父親と再会するまで姓はスミスと名乗っていた。11歳の時に好奇心から母親のクローゼットでクリスマス・プレゼントを探していた時に出生証明書を見つけた。この後母親は実の父親はタグ・マグロウであることを明かし、初めて実の父親と再会することになった。7年間、タグは父親であることを否定し続けた。18歳になると、タグは彼が自分によく似ていることに気付き、実の父親であることを認めた。2004年に父親が亡くなるまで親しい関係が続いた。
子供の頃、マグロウは実の父親が野球選手と知らずにいたが、野球などのスポーツを好んだ。また彼はFFA のメンバーであった。北東ルイジアナ大学(現ルイジアナ大学モンロー校)に野球奨学生として進学したが、大学スポーツ賞(varsity letter )は受けたことがなかった。大学時代、フラタニティPi Kappa Alpha のメンバーでもあった。この頃、ギターの演奏方法を学び、あまりの下手さにルームメイトがギターを隠すこともあったが、時々弾き語りを行なった。
1987年、母親はジャクソンビルに戻り、マグロウもそれにならった。フロリダ・コミュニティ・カレッジ・ジャクソンビル校に1学期通い、地元のバンドで時々演奏した。1989年、彼が憧れていたキース・ウィットリーが亡くなったその日、カレッジを中退してテネシー州ナッシュビルに向かい、音楽業界を目指した。

## 経歴

### 1990年代

#### 『Tim McGraw』

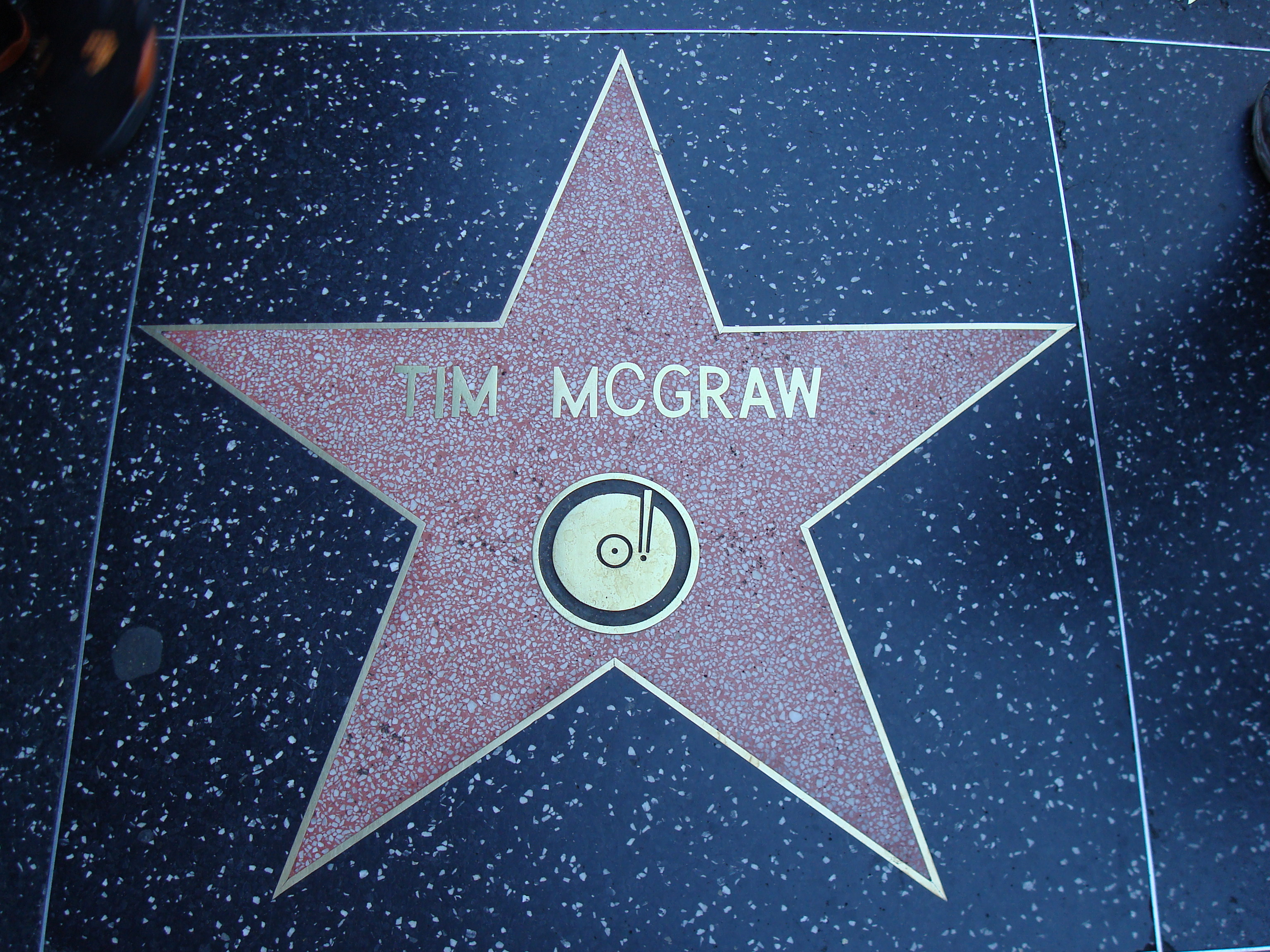
ハリウッド・ウォーク・オブ・フェイムの星

1990年、デモ・シングルができあがると、マグロウはコピーを父親に送った。タグと車に乗っていた、カーブ・レコード重役の友人がこれを聴き、カーブに彼と連絡を取るよう薦めた。数週間後、カーブの重役に送るためのデモ・テープを作り、彼はカーブと契約するに至った。第1枚目のシングル『What Room Was the Holiday In 』は当初『ビルボード』のカントリー・チャートに入らなかった。2001年、『ビルボード』誌上の回顧によると、ナッシュビルのラジオ局WSM-FMの元番組ディレクターはこの曲を評価して番組のプレイリストに載せ、ペンシルベニア州フィラデルフィアのWXTUの元番組ディレクターはこの曲に否定的であったがフィラデルフィア・フィリーズで活躍した父親の名声によりマグロウを番組に呼ぶことにした。
1993年のアルバム『Tim McGraw 』から『Welcome to the Club 』、『Memory Lane 』、『Two Steppin' Mind 』がシングルカットされたが、いずれもトップ40にランクインせず、アルバム自体もチャートに入らなかった。『Memory Lane 』と、他にこのアルバムからシングルカットされた『Tears in the Rain 』はジョー・ディフィーとの共著であり、元々はキース・パーマーの1991年のデビュー・アルバム『Keith Palmer 』に収録されたものであった。

#### 『Not a Moment Too Soon』
2枚目のアルバム『Not a Moment Too Soon 』は1枚目より売上が伸び、1994年のカントリー・アルバムで最高の売上を記録した。このアルバムからの最初のシングル『Indian Outlaw 』はネイティヴ・アメリカンを見下した歌詞が批判された。いくつかのラジオ局がこの曲を放送禁止にしたが、かえって話題を呼んで売上に貢献してカントリー・チャートで第8位となり初めてトップ10入りし、ホット100でも第15位となった。
このアルバムからの2枚目のシングル『Don't Take the Girl 』はカントリー・チャートで初めて第1位、ホット100で第17位となり、繊細な一面を持った無骨なハンサムとしてのイメージがついた。その年の末、『Down on the Farm 』はカントリー・チャートで第2位となり、1995年初頭、このアルバムのタイトル曲『Not a Moment Too Soon 』は2枚目の第1位となり、『Refried Dreams 』は第5位となった。アルバムは600万枚を売り上げ、カントリーだけでなくビルボード200でも第1位となった。1994年、この成功により、ACMアワードのアルバム賞および男性新人ヴォーカリスト賞を受賞した。『ビルボード』の1994年の年間カントリー・アルバム・チャートで第1位となった。

#### 『All I Want』
1995年、アルバム『All I Want 』はカントリー・チャートで初登場第1位となった。200万枚を売り上げ、ビルボード200でも第5位となった。シングルカットされた1枚目の『I Like It, I Love It 』はカントリー・チャートで第1位となり、ホット100でも第25位のクロスオーヴァー・ヒットとなった。このアルバムからの次の2枚のシングル、1995年10月の『Can't Be Really Gone 』、1996年1月の『All I Want Is a Life 』はどちらも第5位、6月の『She Never Lets It Go to Her Heart 』は4枚目の第1位となった。このアルバムからの最後のシングルカットは『Maybe We Should Just Sleep on It 』であった。
1996年、フェイス・ヒルが前座を務めたツアー『The Spontaneous Combustion Tour 』は、この年のカントリー歌手によるツアーでもっとも成功をおさめた。ヒルは自身の元プロデューサーのスコット・ヘンドリクスとの婚約が破談になり、彼女とマグロウは交際を始め、1996年10月6日に結婚した。2人はその後1997年5月にグレイシー・キャサリン、1998年8月にマギー・エリザベス、2001年12月にオードリー・キャロラインをもうけた。

#### 『Everywhere』
1997年のアルバム『Everywhere 』は400万枚を売り上げ、カントリー・アルバム・チャートで第1位、総合アルバム・チャートで第2位となった。このアルバムからの『It's Your Love 』、『Everywhere 』、『Where the Green Grass Grows 』、『Just to See You Smile 』の4枚のシングルはカントリー・チャートで第1位となった。1997年、CMAアワードにおいて『Everywhere 』でアルバム賞を獲得した。第40回グラミー賞において、『It's Your Love 』がカントリー・コラボレーション賞とカントリー楽曲賞にノミネートされた。1997年に『It's Your Love 』が、1998年に『Just to See You Smile 』が年間カントリー・チャートで第1位となった。また『Just to See You Smile 』は42週連続でカントリー・チャートにランクインし、当時のカントリーで最長記録となった。

#### 『A Place in the Sun』
1999年、『A Place in the Sun 』はカントリー・アルバム・チャートおよびポップ・アルバム・チャートの双方で初登場第1位となり、300万枚を売り上げた。初週に25万1千枚を売り上げ、彼にとってビルボード200で初めて初登場1位となった。このアルバムからの『Please Remember Me 』、『Something Like That 』、『My Best Friend 』、『My Next Thirty Years 』のシングル4曲が第1位となり、『Some Things Never Change 』はカントリー・チャートで第7位となった。ボブ・ウィルズへのトリビュート・アルバム『Ride With Bob 』でマグロウはジョージ・ストレイト・カントリー・ミュージック・フェスティバルで共演したアスリープ・アット・ザ・ホイールと共に『Milk Cow Blues 』をカヴァーした。このトリビュート・アルバムはグラミー賞を獲得した。
1990年代後期、妻と2曲デュエットし、どちらも彼女のアルバムに収録された。『Just to Hear You Say That You Love Me 』が収録された1998年のアルバム『Faith 』はカントリー・チャートで第5位、『Let's Make Love 』が収録された1999年のアルバム『Breathe 』は2000年のグラミー賞においてカントリー・ヴォーカル・コラボレーション賞を受賞した。

### 2000年代

#### 『Greatest Hits』
2000年、アルバム『Greatest Hits 』は9週連続第1位となり、約600万枚を売り上げ、現代のカントリー市場で最大売上の1つとなった。同年後半、夫婦でツアー『Soul2Soul Tour 』を行ない、マディソン・スクエア・ガーデンを含む64か所の会場で完売した。2000年のカントリーのツアーではトップ、アメリカの音楽業界全体でもトップのツアーの1つとなった。
ニューヨーク州バッファローにてケニー・チェズニーが騎馬警察の馬に乗ろうとしたことからマグロウと共に小競り合いとなった。警官は馬が盗まれそうになったのだと思い、チェズニーを逮捕しようとしたところをマグロウが仲裁に入った。2人共逮捕されたが、後に疑いは晴れた。数週間後のジョージ・ストレイト・カントリー・ミュージック・フェスティバルの際、マグロウの出番の終わり頃に警官の衣装を身に着けたヒルが予告なく登場し、ヒルがマグロウを連行する形で舞台を降りさせた。

#### 『Set This Circus Down』
2001年4月、アルバム『Set This Circus Down 』が発表され、シングルカットされた『Grown Men Don't Cry 』、『Angry All the Time 』(フェイス・ヒルと)、『The Cowboy in Me 』、『Unbroken 』がカントリー・チャートで第1位となった。またジョー・ディー・メッシーナの曲『Bring On the Rain 』でバック・コーラスおよびプロデューサーを務め、カントリー・チャートで第1位を獲得した。
CMAアワード授賞式で歌った『Things Change 』が多くダウンロードされ、その後ラジオで大々的に放送され、カントリーで音楽配信のみでチャート入りした最初の曲となった。

#### 『Tim McGraw and the Dancehall Doctors』
2002年、ツアー・バンドのダンスホール・ドクターズと共にアルバム『Tim McGraw and the Dancehall Doctors 』でカントリーの伝統を覆した。これまでのカントリーの常識では、ロックと違ってツアー・バンドはあくまでサポートであり、アルバムのレコーディングはスタジオ・ミュージシャンが行なうものであった。マグロウは自身の成功はツアー・バンドのおかげであると認識しており、またリアルなバンドとしてのサウンドを収録したかったためマグロウは自身のツアー・バンドでアルバムを収録することとした。
少なくとも1996年からダンスホール・ドクターズに在籍している者を以下に示す:
- ダレン・スミス – リード・ギター、アコースティック・ギター
- ボブ・マイナー – リズム・ギター、アコースティック・ギター、バンジョー、マンドリン
- デニー・ヘミンソン – スティール・ギター、エレクトリック・ギター、バリトン・ギター、スライド・ギター、ドブロ
- ジョン・マーカス – ベース・ギター
- ディーン・ブラウン – フィドル、マンドリン
- ジェフ・マクマン – ピアノ、オルガン、シンセサイザー、キーボード
- ビリー・メイソン – ドラム
- デイヴィッド・ダンクリー – パーカッション[23]

このアルバムはカントリー・アルバム・チャートで初登場第2位となり、シングル『Real Good Man 』はカントリー・チャートで第1位となった。2003年、『She's My Kind of Rain 』は第2位、『Red Ragtop 』は第5位となった。このアルバムでは、1970年代初頭のエルトン・ジョンの『Tiny Dancer 』をカヴァーし、キム・カーンズとアメリカ同時多発テロをテーマにした『Comfort Me 』をデュエットし、イーグルスのドン・ヘンリーとティモシー・B・シュミットと『Illegal 』で共演した。『She's My Kind of Rain 』で第46回グラミー賞カントリー男性ヴォーカル賞にノミネートされた。

#### 『Live Like You Were Dying』
2004年、アルバム『Live Like You Were Dying 』もまた商業的成功は続いた。タイトル曲『Live Like You Were Dying 』はその年初頭に脳腫瘍で亡くなった父タグ・マグロウに捧げられ、充実した人生への頌歌となった。また、このアルバムからの2枚目のシングル『Back When 』は懐古的なピーアンとなった。『Live Like You Were Dying 』は『ビルボード』において連続ではないが7週第1位となり、2004年の年間カントリー・チャートで第1位となった。ACMアワードおよびCMAアワードの年間楽曲賞、グラミー賞などを受賞し、最も多く受賞した曲の1つとなった。このアルバムから他に『Drugs or Jesus 』がシングルカットされたが、1993年の1枚目のシングル以来初めてカントリー・チャートでトップ10に入らなかった。他に『Do You Want Fries with That 』、『My Old Friend 』もシングルカットされた。
2004年後期、ジャンルの全く違うヒップホップのネリーと『Over and Over 』でデュエットし、クロスオーヴァー・ヒットとなり、トップ40チャートで10週間第1位となった。この曲のヒットにより、マグロウにとって初めてコンテンポラリー・ヒット・ラジオやラップ・ラジオで曲が流れ、2人にとって初めてホット・アダルト・コンテンポラリー市場での成功となった。イギリスでも1週のみであるが第1位を獲得し、マグロウにとって初めて、ネリーにとって『Dilemma 』、『My Place 』に続き3曲目のイギリスでの第1位となった。またオーストラリア、ニュージーランド、アイルランドでも第1位を獲得し、オーストリア、カナダ、デンマーク、ドイツ、ルーマニア、スイスではトップ10にランクインした。
2005年のNFLにおいて、マグロウは新たな『I Like It, I Love It 』をシーズン中毎週歌った。歌詞は日曜の試合に言及したものに毎週変わり、『マンデーナイトフットボール』のハーフタイムでハイライトのビデオと共に流された。この年の後半、NFLのテネシー・タイタンズのオーナーであるバド・アダムズが大株主のアリーナフットボールリーグのナッシュビル・キャッツが規模を拡大するためマグロウがオーナーの1人となった。

#### 『Let It Go』

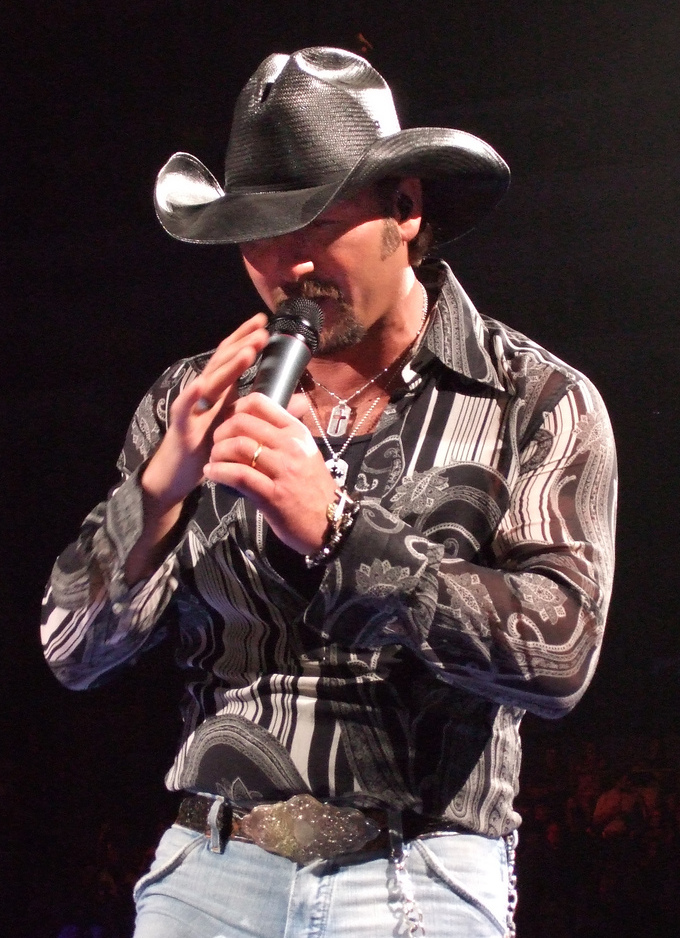
2006年7月、Soul2Soul Tour

2006年4月、マグロウとヒルは55都市73公演のツアー『Soul2Soul II Tour 』を行ない、再度大きな成功をおさめた。チケット売り上げ110万ドル、興行収入約8,900万ドルを上げ、カントリー史上最大となった。著名な『Pollstar 』誌はマドンナやローリング・ストーンズなどを抑え、このツアーを年間メジャー・ツアー賞に選んだ。2人はルイジアナ州ニューオーリンズ公演での収益の全てをハリケーン・カトリーナの復興のため寄付した。
ケニー・チェズニーと共にマグロウはトレイシー・ローレンスのアルバム曲『For the Love 』に収録された『Find Out Who Your Friends Are 』のリミックス版を歌った。ローレンスのソロ版はシングルカットされたが、多くのラジオ局がマグロウとチェズニーのリミックス版の方を流した。
2007年3月27日、11枚目のアルバム『Let It Go 』を発表した。このアルバムからの1枚目のシングル『Last Dollar (Fly Away) 』は2004年の『Back When 』以来のカントリー・チャートでの第1位となった。このアルバムは『ビルボード』誌のトップ200アルバム・チャートとカントリー・アルバム・チャートの双方で初登場第1位となり、これによりトップ200アルバムで4枚目、カントリー・アルバム・チャートで9枚目の第1位アルバムとなった。『Let It Go 』のミュージック・ビデオの最後数秒に彼の娘たちのコーラスが収録されている。
2007年5月21日のACMアワード授賞式にて、マグロウは『If You're Reading This 』を共著者のウォレン・ブラザーズと共に演奏した。いくつかのラジオ局がこの曲のライヴ・レコーディングを流すようになり、その結果この曲はカントリー・チャートで第35位となった。
マグロウはカントリー・デュオのハーフウェイ・トゥ・ハザードのデビュー・アルバム『Halfway to Hazard 』をプロデュースした。2007年夏、1枚目のシングル『Daisy 』はカントリー・チャートで第39位となった。
2007年夏、マグロウとヒルは『Soul2Soul 2007 』で共にツアーを行なった。
2006年にマグロウがデフ・レパードのステージにおいて『Pour Some Sugar On Me 』の曲で共演したのが縁で、2008年1月18日の『USAトゥデイ』紙によると、マグロウは4月25日発売のデフ・レパードのアルバム『ソングス・フロム・ザ・スパークル・ラウンジ』に参加し、このアルバムからの1枚目のシングル『Nine Lives 』で共作およびジョー・エリオット、フィル・コリン、リック・サヴェージと共演した。
2007年、第50回グラミー賞において、マグロウはカントリー・アルバム賞(『Let It Go 』)、カントリー楽曲賞(『If You're Reading This 』および『I Need You 』)、カントリー・コラボレーション賞(『I Need You 』)、男性カントリー・ヴォーカル賞(『If You're Reading This 』)の5部門にノミネートされた。
2008年5月、ツアー『Live Your Voice 』を行なった。主に屋外の会場で行われ、この約3年の間で最初のソロ・ツアーとなった。また同月、カリフォルニア州インディオで行われたステージコーチ音楽祭でアルバム『Let It Go 』からの新たなシングルを初公開した。
2008年7月、アルバムからの6枚目のシングルでタイトル曲の『Let It Go 』がカントリーのラジオ局で流された。12月下旬、アルバムからの7枚目のシングル『Nothin' to Die For 』はカントリー・チャートで第57位となった。2008年10月7日、12曲入りの3枚目のベスト盤『Greatest Hits 3 』が発表された。2009年のACMアワードで新曲の発表が予定されたがキャンセルとなり、代わりにブレイク・シェルトンが『She Wouldn't Be Gone 』を歌った。

#### 『Southern Voice』

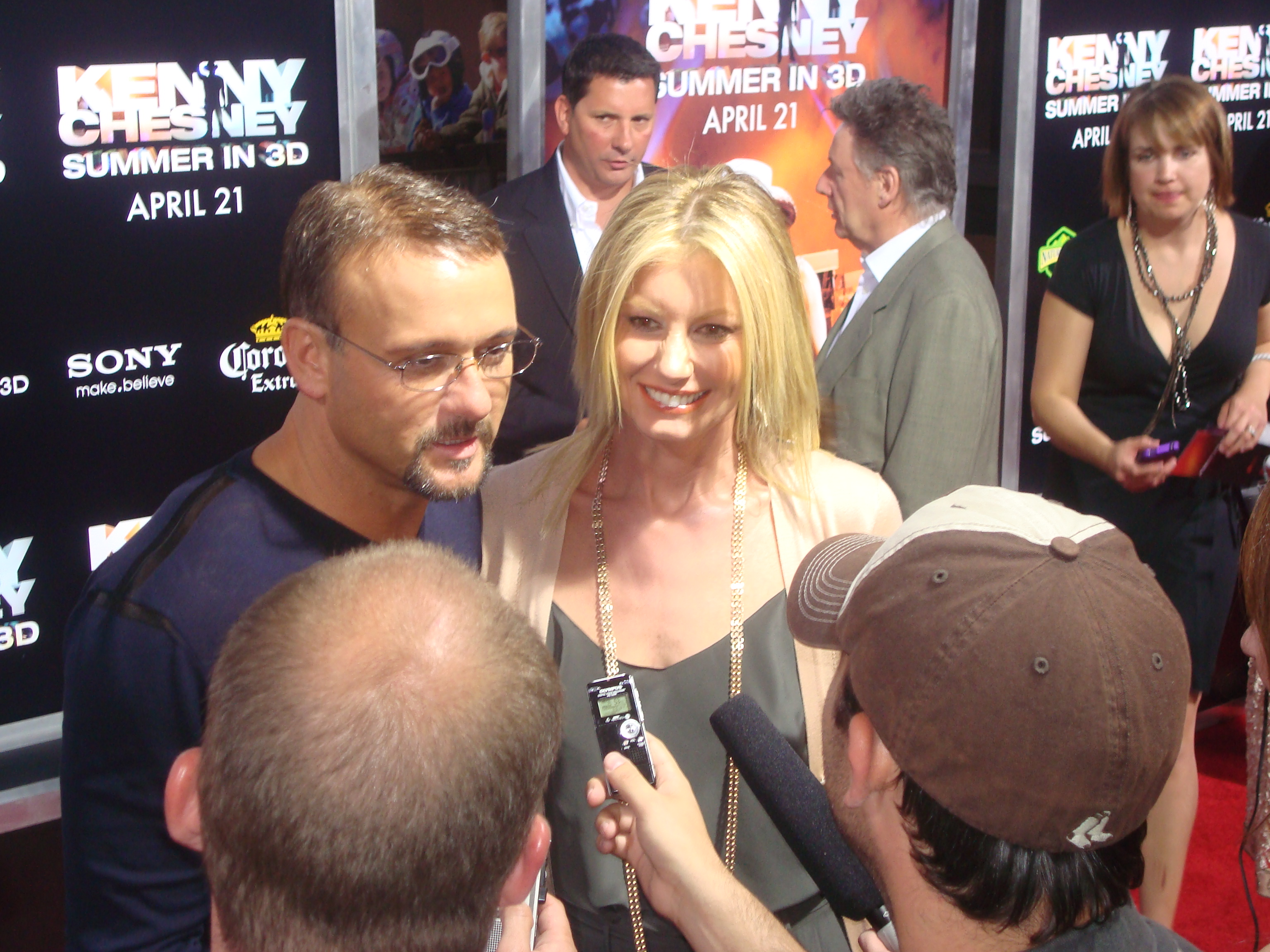
2009年、フェイス・ヒルとアメリカン・ミュージック・アワードにて

2009年10月20日、12枚目のアルバム『Southern Voice 』を発表し、2009年6月下旬にラジオで発表されたシングル『It's A Business Doing Pleasure With You 』も収録された。2008年10月のベスト盤がマグロウの許可なく製作されたとして口論となり、マグロウは『Southern Voice 』をカーブ・レコードでの最後のアルバムにしたいと主張した。2010年11月30日、カーブ・レコードは4枚目のベスト盤『Number One Hits 』を発表した。

### 2010年代

#### 『Emotional Traffic』およびカーブ・レコードとの裁判
2011年1月2日、ルーク・ブライアン、バンド・ペリーと共に『Emotional Traffic Tour 』の予定を発表した。2011年3月30日、シリウスXMラジオはコマーシャルなしでマグロウの曲およびインタビューのみの番組の開始を発表した。
2010年秋、ついにカーブ・レコードでの最後のアルバムとなる『Emotional Traffic 』の収録を終えた。2011年5月13日、カーブ・レコードはマグロウの契約違反訴訟を申し立てた。カーブは『Emotional Traffic 』収録曲全曲を含めこれまでの曲は全てカーブに帰属するものと主張した。数日後、マグロウはカーブへの対抗訴訟として、前払い、資金の返還、不特定の損害の賠償を求める陪審裁判を訴えた。2012年7月に裁判開始が予定された。
2011年11月、裁判はマグロウの訴えを認め、他のレコード会社に全曲移行する許可を与え、1990年に始まったカーブ・レコードとの関係は終わりを迎えた。この数時間後、カーブは『Emotional Traffic 』からの2枚目のシングル『Better Than I Used to Be 』を発表した。2012年1月24日、アルバム『Emotional Traffic 』が出版された。

#### 『Two Lanes of Freedom』
2011年12月、スタイルソニック・レコードから、マグロウにとって初のクリスマス・シングル『Christmas All Over the World 』を出版した。しかし2012年5月21日、彼はビッグ・マシン・レコードと契約した。2013年2月5日、ビッグ・マシンからの1枚目のアルバム『Two Lanes of Freedom 』を出版した。初週で108,000枚を売り上げ、初登場第2位となった。このアルバムから『Truck Yeah 』、『One of Those Nights 』、『Highway Don't Care 』(テイラー・スウィフトとのデュエットで、キース・アーバンがリード・ギターで参加)、『Southern Girl 』がシングルカットされた。
2013年3月16日、ロンドンで行われたカントリー・フェスティバル『C2C: Country to Country 』に出演した。

#### 『Love Story』、『Sundown Heaven Town』
2014年1月、シングル『Lookin' for That Girl 』が次のアルバムに先駆けて出版された。この直後、ツアー『Sundown Heaven Town Tour 』が発表された。2014年9月16日、アルバム『Sundown Heaven Town 』が出版された。約4か月後、ヒルがバック・コーラスを務めたシングル『Meanwhile Back at Mama's 』が出版された。2014年終盤、アルバムからの3枚目のシングル『Shotgun Rider 』が発表され、カントリー・エアプレイ・チャートで第1位を獲得した。2015年1月、マグロウのいとこキャサリン・ダンとデュエットした『Diamond Rings and Old Barstools 』が発表された。
2014年2月4日、カーブ・レコードよりウォルマート独占販売で12曲のラブソングと2曲の未発表曲を含む8枚目のベスト盤『Love Story 』が出版された。

## プロデューサー業
マグロウのアルバムの共同プロデューサーであるバイロン・ガリモアと共に音楽プロデューサー業を行なうことがある。2人はジョー・ディ・メッシーナの『Jo Dee Messina 』、および彼女の次の2枚のアルバム『I'm Alright 』、『Burn 』をプロデュースした。また2人は2000年にクラーク・ファミリー・エクスペリエンスの唯一のアルバム『The Clark Family Experience 』、2007年にハーフウェイ・トゥ・ハザードのアルバム『Halfway to Hazard 』をプロデュースした。

## 俳優業
1997年、『The Jeff Foxworthy Show 』のエピソードでフォックスワーシーのライバル役を演じて俳優デビューした。
2004年、リック・シュローダーのインディペンデント映画『Black Cloud 』に保安官役で出演した。同年後期、『プライド 栄光への絆』に出演し、テキサス高等学校フットボール・チームのランニング・バックの威圧的な父親を演じて批評家の評判を得た。『ダラス・オブザーヴァー』紙は「カントリー歌手ティム・マグロウが意外な凶暴さを演じた」と評した。この映画は世界中で興行収入6千万ドルをあげ、DVDも数百万枚売り上げた。この映画は『エンターテインメント・ウィークリー』誌が選ぶ高校映画50選の第37位に選ばれた。
2006年10月20日公開の映画『マイ・フレンド・フリッカ』で初主演した。この映画は古典的名作書籍『My Friend Flicka 』の映画化で、マグロウはアリソン・ローマンやマリア・ベロと共演し、父親ロブを演じた。このファミリー向け映画は初週にトップ10にランクインし、興行収入2,500万ドル以上となり、マグロウは再度評価を得た。
『フリッカ』公開直前、マグロウはハリウッド・ウォーク・オブ・フェイムの星を受けた。彼の星はハリウッド通り6901番のジュリー・アンドリュース、ウィリアム・シャトナー、往年の大女優グレタ・ガルボの近くにある。『フリッカ』の共演者のローマンはこの授賞式に出席し、映画『プライド』で共演したビリー・ボブ・ソーントンは祝辞を述べた。
『フリッカ』には出演の他、カーブやFox2000と提携する彼のレコード会社スタイルソニック・レコードからのサウンドトラック・アルバムのエグゼクティヴ・プロデューサーも務めた。エンディング・ロールの曲『My Little Girl 』はこれまでマグロウが共同作曲した2曲のうち1曲である(他の1曲は『I've Got Friends That Do 』で、どちらも2枚目のベスト盤に収録されている)。この曲はBroadcast Film Critics が選ぶ映画楽曲賞に、映画自体はファミリー向け映画賞にノミネートされた。DVDは100万枚以上を売り上げ、DVD売上チャートに初登場第3位となった。
2007年、マイケル・マンプロデュースの映画『キングダム/見えざる敵』で端役を演じ、『プライド』のピーター・バーグ監督と再タッグを組んだ。マグロウは映画のキーとなる、テロリストに妻を殺され怒れる男を演じた。
2008年11月22日、『サタデー・ナイト・ライブ』に初登場した。また映画『フォー・クリスマス』でダラス・マクヴィ役を演じた。
2009年、映画『しあわせの隠れ場所』にサンドラ・ブロック演じるリー・アン・テューイの夫ショーン・テューイ役で出演した。この映画は家庭崩壊後ホームレスであったアフリカ系アメリカ人の若者マイケル・オアーが、裕福な白人のテューイ夫妻の養子となり、潜在能力が引き出される実話を基にしたものである。出演だけでなく、エンディング・ロールで『Southern Voice 』が使用された。この映画でブロックはアカデミー主演女優賞を受賞した。
2010年9月12日、トロント映画祭で公開された映画『カリフォルニア・ガール 〜禁じられた10代〜(Dirty Girl )』でジュノー・テンプル、ミラ・ジョヴォヴィッチ、ウィリアム・H・メイシー、ドワイト・ヨアカムと共演した。
2010年、『カントリー・ストロング』でグウィネス・パルトロー演じるカントリー歌手ケリー・カンターの夫でマネージャーのジェームズ・カンター役を演じた。

## 慈善活動
音楽活動の成功において、マグロウは地域への還元を増進した。1994年に初めての成功を手にした際、『Swampstock 』というイベントを開始した。これはルイジアナ州のリトルリーグへの資金集めのためのチャリティ・ソフトボールとして始まったが、現在セレブリティ・ソフトボールや多くのアーティストが出演するコンサートを含む、毎年1万1千人の観客を集める一大イベントとなった。この資金は、新たなリトルリーグ用球場建設や用具購入の他、ルイジアナ州北東部の生徒への大学の奨学金に充てられる。
1996年から1999年の毎年、ナッシュビルで大晦日コンサートを開催し、ジェフ・フォックスワーシー、ディクシー・チックス、マルティナ・マクブライドなどがスペシャル・ゲストとして出演した。1997年、カントリー・ミュージック殿堂博物館への寄付金10万ドルをあげた。1999年初頭、ツアーで訪れた都市でコンサート前夜に地元のクラブでライヴをすることにした。このツアー中のライヴは『The Bread and Water Tour 』と呼ばれ、このライヴの収益金は全てその地元のチャリティ団体に寄付することになった。
2005年8月に起こったハリケーン・カトリーナの数日後、マグロウと、ミシシッピ州で育った妻ヒルはガルフポートの支援団体に参加した。また2人はこのハリケーンで被害を受けた人々へのチャリティ・コンサートを何度か開催した。同年後期、2人は自然災害の被害者など深刻な状況に陥っている人々への基礎的な人道的活動を資金的に支援する『Neighbor's Keeper Foundation 』を立ち上げた。
マグロウはアメリカ赤十字社の、その名声を活かして様々な形で貢献するセレブリティ役員のメンバーとなった。
ミネソタ・バイキングスのクオーターバックであるブレット・ファーヴが開催するチャリティ・イベント『Brett Favre Fourward 』に協力している。マグロウ(ヒルも登場することもある)はディナー・ショーおよびオークションを行ない、その収益金はウィスコンシン州やミシシッピ州の障がいのある子供のために役立てられる。
2007年7月12日、マグロウとヒルはミシガン州グランドラピッズでのコンサートの収益金5千ドルを、4日前に家庭内暴力の捜査中に殉職した地元警察官の3歳の娘のために寄付をした。
2010年6月、マグロウとヒルは『Nashville Rising 』を組織してチャリティ・コンサートを開催し、同年5月上旬に22名が亡くなり20億ドルの損害を残したテネシー洪水被害者を救済する『Community Foundation of Middle Tennessee 』に200万ドルを寄付した。

## 政治

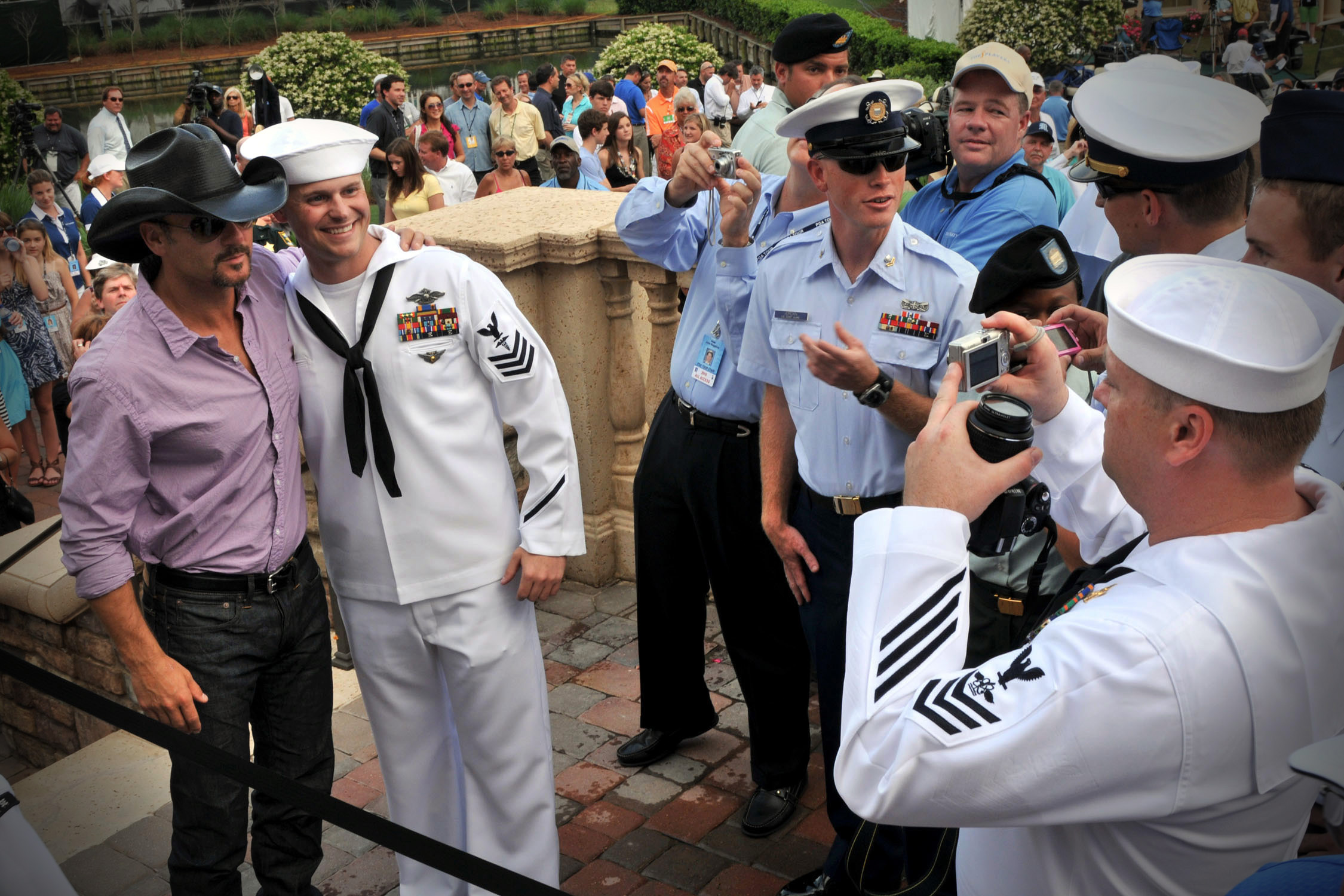
2010年5月5日、フロリダ州で行われた軍隊感謝祭のライヴの前に海軍隊員と

マグロウは民主党支持者で、居住するテネシー州にて将来的に上院議員または州知事などの公職に就く可能性もあると語った。この時のインタビューで元アメリカ合衆国大統領ビル・クリントンを称賛した。彼は自身を「Blue Dog Democrat 」と表し、2008年アメリカ合衆国大統領選挙において候補者バラク・オバマを支持した。

## 私生活
カントリー歌手のフェイス・ヒルと結婚しており、子供が3人いる。
自家用操縦士免許を取得し、SR22を所有している。

## ディスコグラフィ

### アルバム
| 1993                                      | Tim McGraw                             | - 発売日: 1993年4月20日 - レーベル: Curb - フォーマット: CD, cassette                                           | — | —   | —  | —  | —   |                                      |
| 1994                                      | Not a Moment Too Soon                  | - 発売日: 1994年3月22日 - レーベル: Curb - フォーマット: CD, cassette - 全米売上: 600万枚                       | 1 | 78  | 29 | —  | —   | - US: 6× プラチナ - CAN: 2× プラチナ |
| 1995                                      | All I Want                             | - 発売日: 1995年9月19日 - レーベル: Curb - フォーマット: CD, cassette - 全米売上: 300万枚                       | 4 | 125 | 58 | —  | —   | - US: 3× プラチナ - CAN: プラチナ    |
| 1997                                      | Everywhere                             | - 発売日: 1997年6月3日 - レーベル: Curb - フォーマット: CD, cassette                                            | 2 | 40  | 8  | —  | —   | - US: 4× プラチナ - CAN: 2× プラチナ |
| 1999                                      | A Place in the Sun                     | - 発売日: 1999年5月4日 - レーベル: Curb - フォーマット: CD, cassette - 全米売上: 300万枚                        | 1 | 84  | 12 | —  | 180 | - US: 3× プラチナ - CAN: プラチナ    |
| 2001                                      | Set This Circus Down                   | - 発売日: 2001年4月24日 - レーベル: Curb - フォーマット: CD, digital download                                   | 2 | 95  | 14 | —  | —   | - US: 3× プラチナ - CAN: プラチナ    |
| 2002                                      | Tim McGraw and the Dancehall Doctors   | - 発売日: 2002年11月26日 - レーベル: Curb - フォーマット: CD, digital download - 全米売上: 60.2万枚             | 2 | 74  | —  | —  | —   | - US: 3× プラチナ - CAN: プラチナ    |
| 2004                                      | Live Like You Were Dying               | - 発売日: 2004年8月24日 - レーベル: Curb - フォーマット: CD, digital download - 全米売上: 400万枚               | 1 | 36  | 2  | —  | —   | - US: 4× プラチナ - CAN: プラチナ    |
| 2007                                      | Let It Go                              | - 発売日: 2007年3月27日 - レーベル: Curb - フォーマット: CD, digital download - 全米売上: 100万枚               | 1 | 49  | 1  | —  | —   | - US: プラチナ - CAN: ゴールド       |
| 2009                                      | Southern Voice                         | - 発売日: 2009年10月20日 - レーベル: Curb - フォーマット: CD, digital download - 全米売上: 13.7万枚             | 2 | 12  | 7  | —  | —   | - US: ゴールド - CAN: ゴールド       |
| 2012                                      | Emotional Traffic                      | - 発売日: 2012年1月24日 - レーベル: Curb - フォーマット: CD, digital download - 全米売上: 6.8万枚               | 2 | 14  | 7  | —  | —   |                                      |
| 2013                                      | Two Lanes of Freedom                   | - 発売日: 2013年2月5日 - レーベル: Big Machine - フォーマット: CD, digital download - 全米売上: 49.8万枚        | 2 | 10  | 4  | 39 | 43  | - US: ゴールド - CAN: ゴールド       |
| 2014                                      | Sundown Heaven Town                    | - 発売日: 2014年9月16日 - レーベル: Big Machine - フォーマット: CD, digital download - 全米売上: 29.9万枚       | 3 | 11  | 3  | 53 | 72  |                                      |
| 2015                                      | Damn Country Music                     | - 発売日: 2015年11月6日 - レーベル: Big Machine - フォーマット: CD, digital download - 全米売上: 25.5万枚       | 5 | 19  | 11 | 87 | 127 |                                      |
| 2017                                      | The Rest of Our Life (with Faith Hill) | - 発売日: 2017年11月17日 - レーベル: Arista Nashville - フォーマット: CD, digital download - 全米売上: 20.2万枚 | 2 | 9   | 2  | 34 | 80  |                                      |
| "—"は未発売またはチャート圏外を意味する。 |                                        | |   |     |    |    |     |                                      |

### コンピレーション・アルバム
| 2000                                      | Greatest Hits                                   | - 発売日: 2000年11月21日 - レーベル: Curb - フォーマット: CD, digital download | 4   | 87 | — | - US: 6× プラチナ - CAN: 2× プラチナ |
| 2006                                      | Reflected: Greatest Hits Vol. 2                 | - 発売日: 2006年3月28日 - レーベル: Curb - フォーマット: CD, digital download  | 2   | 69 | 3 | - US: 2× プラチナ - CAN: プラチナ    |
| 2008                                      | Greatest Hits: Limited Edition                  | - 発売日: 2008年4月29日 - レーベル: Curb - フォーマット: CD, digital download  | 10  | —  | — |                                      |
| 2008                                      | Collector's Edition                             | - 発売日: 2008年5月6日 - レーベル: Curb - フォーマット: CD, digital download   | —   | —  | — |                                      |
| 2008                                      | Greatest Hits 3                                 | - 発売日: 2008年10月7日 - レーベル: Curb - フォーマット: CD, digital download  | 9   | —  | — | - US: ゴールド                       |
| 2008                                      | Limited Edition: Greatest Hits Volumes 1, 2 & 3 | - 発売日: 2008年10月7日 - レーベル: Curb - フォーマット: CD, digital download  | —   | 19 | — |                                      |
| 2010                                      | Number One Hits                                 | - 発売日: 2010年11月30日 - レーベル: Curb - フォーマット: CD, digital download | 27  | 72 | — | - US: プラチナ                       |
| 2013                                      | Tim McGraw & Friends                            | - 発売日: 2013年1月22日 - レーベル: Curb - フォーマット: CD, digital download  | 126 | —  | — |                                      |
| 2014                                      | Love Story                                      | - 発売日: 2014年2月4日 - レーベル: Curb - フォーマット: CD, digital download   | 116 | —  | — |                                      |
| 2015                                      | 35 Biggest Hits                                 | - 発売日: 2015年6月16日 - レーベル: Curb - フォーマット: CD, digital download  | 47  | 32 | — |                                      |
| "—"は未発売またはチャート圏外を意味する。 |                                                 |                                                                                |     |    |   |                                      |

## フィルモグラフィー

### 映画
| 年   | 邦題/原題                                            | 役名                       | 備考                                                    |
| ---- | ---------------------------------------------------- | -------------------------- | ------------------------------------------------------- |
| 2004 | プライド 栄光への絆 Friday Night Lights              | チャールズ・ビリングズリー | ノミネート - MTVムービー・アワード ブレイクスルー演技賞 |
| 2006 | マイ・フレンド・フリッカ Flicka                      | ロブ・マクラフリン         |                                                         |
| 2007 | キングダム/見えざる敵 The Kingdom                    | アーロン・ジャクソン       |                                                         |
| 2008 | フォー・クリスマス Four Christmases                  | ダラス・マクヴィー         |                                                         |
| 2009 | しあわせの隠れ場所 The Blind Side                    | ショーン・テューイ         |                                                         |
| 2010 | カリフォルニア・ガール 〜禁じられた10代〜 Dirty Girl | ダニー                     |                                                         |
| 2010 | カントリー・ストロング Country Strong                | ジェームズ・カンター       |                                                         |
| 2015 | トゥモローランド Tomorrowland                        | エディ・ニュートン         |                                                         |

### テレビ
| 年        | 邦題/原題                                    | 役名                             | 備考                   |
| --------- | -------------------------------------------- | -------------------------------- | ---------------------- |
| 2004      | セサミストリート Sesame Street               | 本人                             | 1エピソード            |
| 2008      | サタデー・ナイト・ライブ Saturday Night Live | 本人                             | ゲスト司会 1エピソード |
| 2021      | イエローストーン Yellowstone                 | ジェームズ・ディラード・ダットン |                        |
| 2021-2022 | 1883                                         | ジェームズ・ディラード・ダットン | ミニシリーズ           |

## 受賞歴
| 年     | 賞                                        | 部門                                                                                         |
| ------ | ----------------------------------------- | -------------------------------------------------------------------------------------------- |
| 1994年 | CMTアワード                               | 男性アーティスト賞                                                                           |
| 1994年 | アメリカン・ミュージック・アワード        | アルバム賞 – Not a Moment Too Soon                                                           |
| 1994年 | アメリカン・ミュージック・アワード        | 新人男性ヴォーカリスト賞                                                                     |
| 1994年 | ビルボード・アワード                      | 新人カントリー・アーティスト賞                                                               |
| 1994年 | ビルボード・マガジン                      | 新人カントリー・アルバム賞 – Not a Moment Too Soon                                           |
| 1995年 | アメリカン・ミュージック・アワード        | 新人カントリー・アーティスト賞                                                               |
| 1997年 | ビルボード・マガジン                      | シングル賞 – It's Your Love (withフェイス・ヒル)                                             |
| 1997年 | カントリー・ミュージック・テレビジョン    | ミュージック・ビデオ賞 – It's Your Love (withフェイス・ヒル)                                 |
| 1997年 | カントリー・ミュージック・テレビジョン    | 男性アーティスト賞                                                                           |
| 1997年 | Playgirl マガジン                         | セクシーな男性トップ10                                                                       |
| 1997年 | CMAアワード                               | ヴォーカル・イベント – It's Your Love (withフェイス・ヒル)                                   |
| 1998年 | ビルボード・アワード                      | カントリー楽曲賞 – Just to See You Smile                                                     |
| 1998年 | CMAアワード                               | アルバム賞 – Everywhere                                                                      |
| 1998年 | ACMアワード                               | シングル賞 – It's Your Love (withフェイス・ヒル)                                             |
| 1998年 | ACMアワード                               | 楽曲賞 – It's Your Love (withフェイス・ヒル)                                                 |
| 1998年 | ACMアワード                               | ミュージック・ビデオ賞 – It's Your Love (withフェイス・ヒル)                                 |
| 1998年 | ACMアワード                               | ヴォーカル・イベント賞 – It's Your Love (withフェイス・ヒル)                                 |
| 1999年 | ACMアワード                               | 男性ヴォーカリスト賞                                                                         |
| 1999年 | ACMアワード                               | ヴォーカル・コラボレーション賞 – Just to Hear You Say That You Love Me (withフェイス・ヒル)  |
| 1999年 | CMAアワード                               | 男性ヴォーカリスト賞                                                                         |
| 1999年 | CMAアワード                               | アルバム賞 – A Place in the Sun                                                              |
| 2000年 | CMAアワード                               | 男性ヴォーカリスト賞                                                                         |
| 2000年 | National Fatherhood Initiative            | ベスト・ファーザー賞                                                                         |
| 2000年 | ACMアワード                               | 男性ヴォーカリスト賞                                                                         |
| 2000年 | ビルボード・アワード                      | 男性アーティスト賞                                                                           |
| 2001年 | アメリカン・ミュージック・アワード        | 男性カントリー・アーティスト賞                                                               |
| 2001年 | グラミー賞                                | ヴォーカル・コラボレーション賞 – Let's Make Love (withフェイス・ヒル)                        |
| 2001年 | CMAアワード                               | エンターテイメント・オブ・ザ・イヤー(最高賞)                                                 |
| 2001年 | ビルボード・アワード                      | カントリー・アーティスト賞                                                                   |
| 2001年 | ビルボード・アワード                      | 男性カントリー・アーティスト賞                                                               |
| 2001年 | ビルボード・アワード                      | カントリー・アルバム・アーティスト賞                                                         |
| 2001年 | ビルボード・アワード                      | カントリー・シングル・アーティスト賞                                                         |
| 2001年 | ビルボード・アワード                      | カントリー・アルバム賞 – Greatest Hits                                                       |
| 2002年 | アメリカン・ミュージック・アワード        | カントリー・アルバム賞 – Set This Circus Down                                                |
| 2002年 | アメリカン・ミュージック・アワード        | 男性カントリー・アーティスト賞                                                               |
| 2003年 | アメリカン・ミュージック・アワード (1月)  | 男性カントリー・アーティスト賞                                                               |
| 2003年 | ラジオ・ミュージック・アワード (1月)      | 男性カントリー・アーティスト賞                                                               |
| 2003年 | アメリカン・ミュージック・アワード (11月) | 男性カントリー・アーティスト賞                                                               |
| 2004年 | ピープルズ・チョイス・アワード            | 男性カントリー・アーティスト賞                                                               |
| 2004年 | ラジオ・ミュージック・アワード            | 男性カントリー・アーティスト賞                                                               |
| 2004年 | CMAアワード                               | シングル賞 – Live Like You Were Dying                                                        |
| 2005年 | アメリカン・ミュージック・アワード        | アルバム賞 - Live Like You Were Dying                                                        |
| 2005年 | アメリカン・ミュージック・アワード        | 男性カントリー・アーティスト賞                                                               |
| 2005年 | ACMアワード                               | 楽曲賞 - Live Like You Were Dying                                                            |
| 2005年 | ACMアワード                               | シングル賞 - Live Like You Were Dying                                                        |
| 2005年 | ピープルズ・チョイス・アワード            | 男性カントリー・アーティスト賞                                                               |
| 2005年 | グラミー賞                                | 男性カントリー・ヴォーカル・パフォーマンス賞 – Live Like You Were Dying                      |
| 2005年 | CMTアワード                               | ミュージック・ビデオ賞 – Live Like You Were Dying                                            |
| 2006年 | ピープルズ・チョイス・アワード            | 男性パフォーマー賞                                                                           |
| 2006年 | グラミー賞                                | カントリー・ヴォーカル・コラボレーション賞 – Like We Never Loved At All (withフェイス・ヒル) |
| 2012年 | CMAアワード                               | ミュージック・イベント賞 - Feel Like a Rock Star (withケニー・チェズニー)                    |
| 2014年 | ピープルズ・チョイス・アワード            | カントリー・ミュージック・アイコン賞                                                         |